# Hedysarum hedysaroides
Hedysarum hedysaroides là một loài thực vật có hoa trong họ Đậu. Loài này được (L.) Schinz & Thell. miêu tả khoa học đầu tiên.

## Hình ảnh

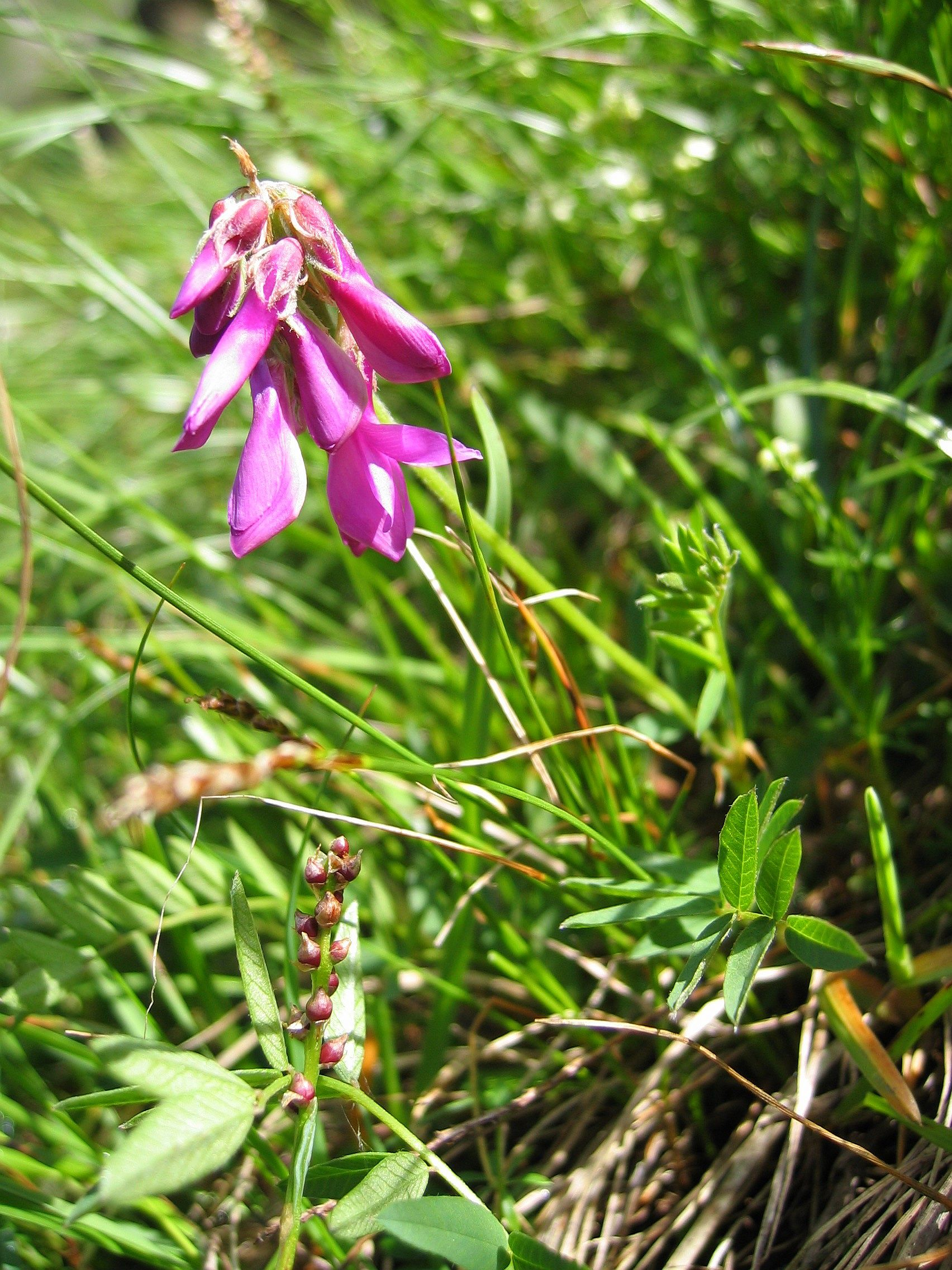
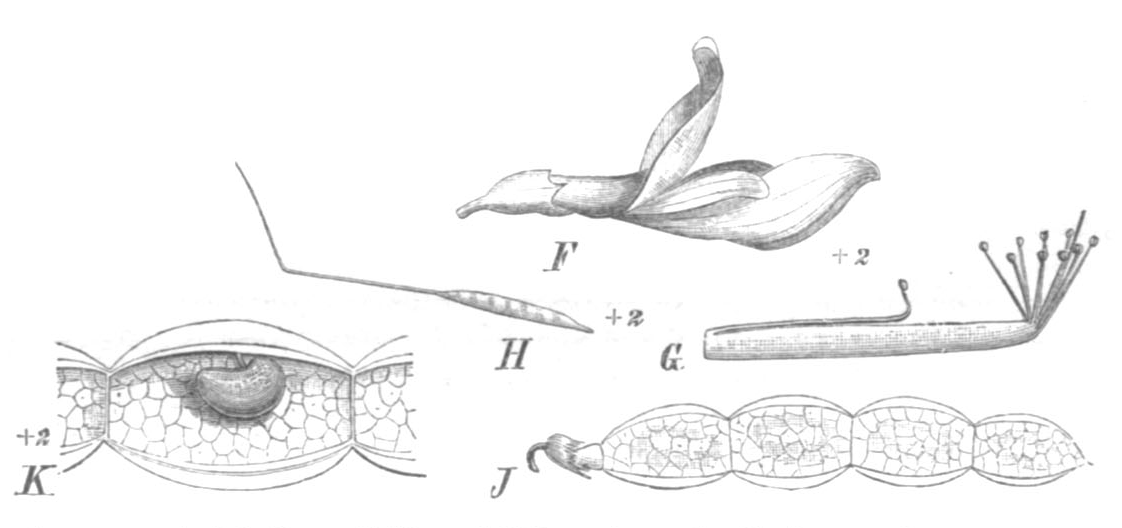
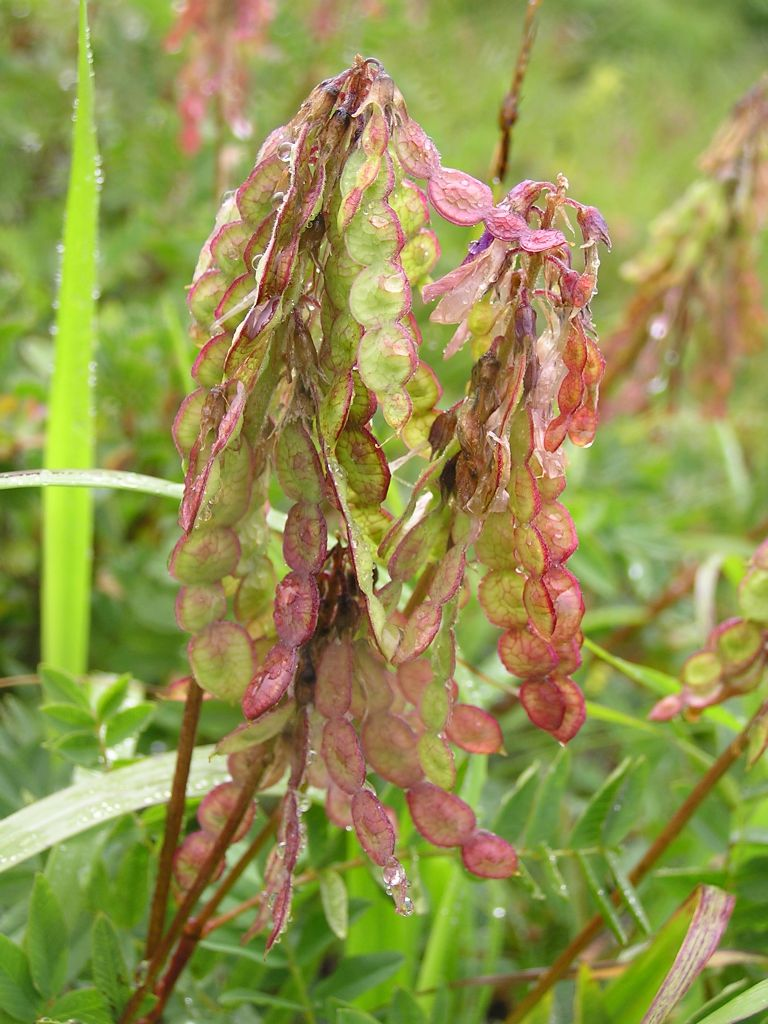
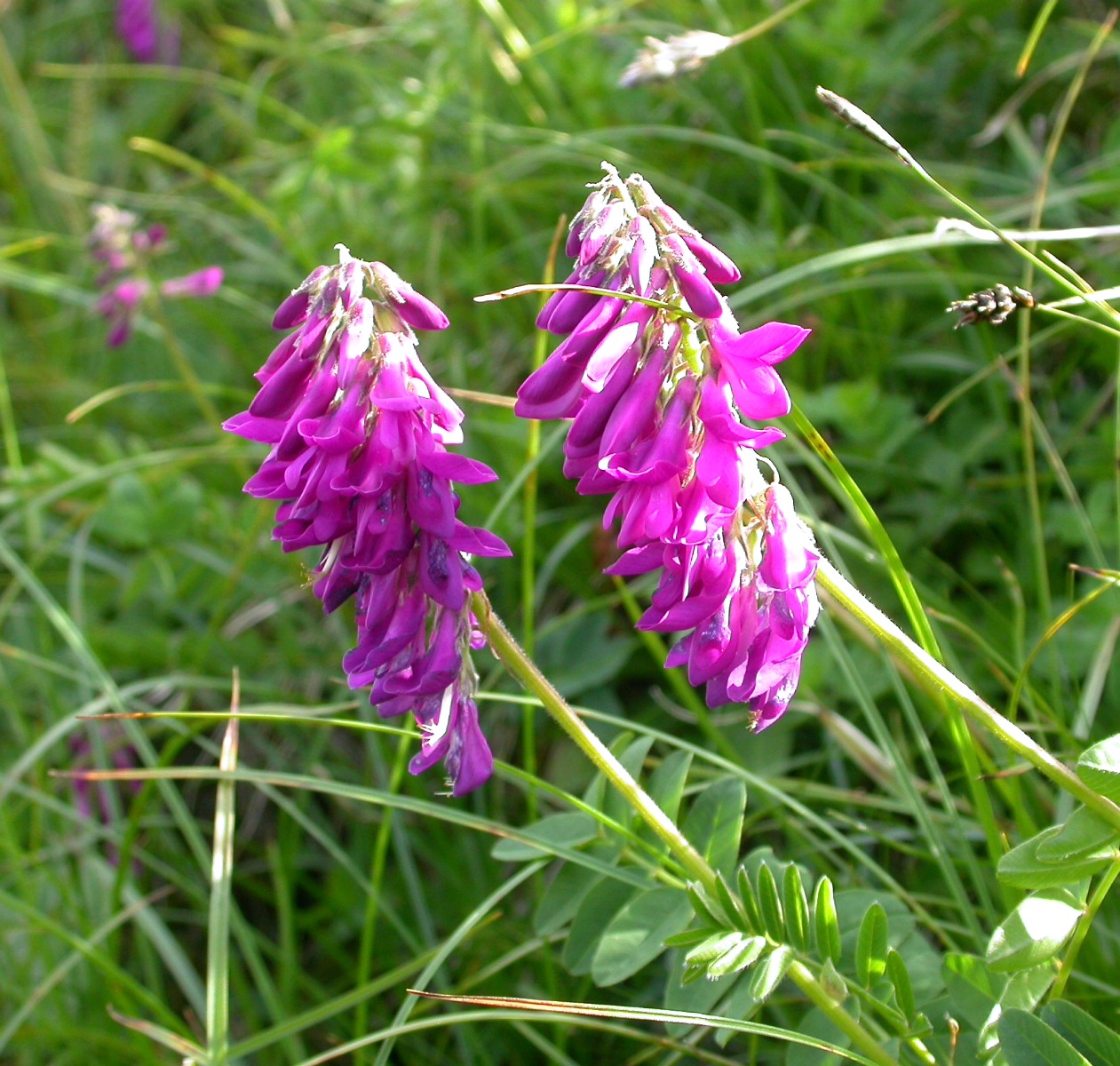